# Fenix Toulouse HB
El FENIX Toulouse Handball es un equipo de balonmano de la localidad francesa de Toulouse. Actualmente milita en la Primera División de la liga francesa de balonmano.

## Palmarés
- Copas de Francia:
  - Campeón (1): 1998
  - Finalista (1): 1999

- Pro D2:
  - Campeón (2): 1982, 1991

## Plantilla 2024–25
|  | Porteros - 01 Jef Lettens - 12 Simon Möller - 61 Yassine Belkaied Extremos derechos - 02 Romain Giraudeau - 11 Edouard Kempf Extremos izquierdos - 07 Téo Jarry - 19 Nemanja Ilić Pívots - 05 Gabriel Nyembo - 06 Antoni Doniecki | Laterales izquierdos - 04 Erwin Feuchtmann - 13 Bakary Diallo - 23 Gonçalo Vieira Centrales - 10 Maxime Gilbert - 14 Casper Käll - 55 Niko Mindegia Laterales derechos - 08 Matthieu Marmier - 15 Uroš Mitrović - 17 Uroš Kojadinović |